# Itiúba
Itiúba è un comune del Brasile nello Stato di Bahia, parte della mesoregione del Centro-Norte Baiano e della microregione di Senhor do Bonfim.

## Amministrazione

### Gemellaggi
Itiúba è gemellata con le seguenti città:
- Grottammare